# Moisés Ubeira
Moisés Marcel Ubeira Araya, född 9 mars 1984, är en svensk politiker och sedan den 1 januari 2023 kommunalråd i Sundbybergs kommun. Ubeira har varit aktiv i politiken sedan 2013. Under föregående mandatperiod var Ubeira oppositionsråd och blev gruppledare i slutet av 2019 för Vänsterpartiet i Sundbyberg när tidigare gruppledare klev av. 
Från den 1 januari 2023 är Ubeira ordförande i Förskolenämnden, förutom kommunstyrelsens vice ordförande samt vice ordförande i Exploatering- och näringslivsutskottet.
Juni 2024 avslutade Ubeira sina kommunala uppdrag för Vänsterpartiet.
Mellan 2006 och 2010 utbildade han sig till jurist vid Stockholms universitet.